# Fathimath Dheema Ali
Fathimath Dheema Ali (Dhivehi ފާތިމަތު ދީމާ ޢަލީ; geb. 14. September 2007 in Colombo, Sri Lanka) ist eine maledivische Tischtennisspielerin. Sie qualifizierte sich für die Olympischen Sommerspiele 2024 in Paris. Damit war sie die erste Maledivierin, die nicht aufgrund einer Quote zu den Spielen zugelassen wurde und die erste olympische Tischtennisspielerin ihres Landes.

## Leben
Dheema Ali wurde am 14. September 2007 in Colombo, Sri Lanka, geboren. Ihre Eltern sind Malediver. Im Alter von sechs Jahren forderte ihr Vater sie auf, eine Sportart auszuprobieren und nachdem ein Badminton-Trainer sie wegen ihrer geringen Körpergröße abgelehnt hatte, entschied sie Tischtennis auszuprobieren. Sie begann zu Hause auf dem Esstisch zu üben. 2016, im Alter von acht Jahren machte sie eine Pause in der Schule, nahm an einem Turnier in Malaysia teil und gewann den Wettbewerb der Unter-11-Jährigen. Später nahm sie am Sri Lanka Junior National Championship teil und gewann den Wettbewerb der Unter-10-Jährigen und kam zudem unter die Top Vier der Unter-12-Jährigen.
Ihre Familie zog 2018 auf die Malediven und Dheema Ali trat beim Maldivian National Championship an. In ihrem zweiten Jahr im Championship gewann sie die nationale Meisterschaft und wurde die jüngste Siegerin ihres Landes. Sie kam im Ranking der Malediven auf Platz 1 und wurde sowohl für die Junior- als auch die Senior-Nationalmannschaft ausgewählt. 2018, im Alter von 10 Jahren und in der grade 5 in der Schule (Grundschule), nahm sie an den Tischtennisweltmeisterschaft 2018 (Team) in Halmstad teil und setzte einen Rekord für die jüngste Teilnehmerin in der Geschichte der Weltmeisterschaft; ihr Teamkollege war 25 Jahre älter mit 35 Jahren.
Noch in 2018 gewann Dheema Ali Silber bei den South Asian Junior Table Tennis Championships im Wettbewerb der Unter-12-Jährigen. Sie qualifizierte sich für die Asian Junior Table Tennis Championship und errang den zweiten Platz. Damit war sie die erste internationale Medaillengewinnerin im Tischtennis für die Malediven und sie war qualifiziert für die World Junior Table Tennis Championship (ITTF World Youth Championships). Auf drängen ihrer Eltern nahm sie jedoch nicht an den Jugendmeisterschaften Teil und trat dafür für die Malediven bei den Indian Ocean Island Games in Port Louis an. Im Alter von elf Jahren gewann sie dort drei Goldmedaillen; sie gewann in den Singles, Doubles und Women’s Team-Wettbewerben. Sie erhielt für ihre Leistung von der Regierung der Malediven 535.000 MVR und konnte ihr Training durch diese Unterstützung finanzieren.
Im April 2021 wurde Dheema Ali von der International Table Tennis Federation als Nummer 8 der Unter-15-Jährigen weltweit gelistet. Sie nahm an den Islamic Solidarity Games 2021 in Konya Teil und gewann die Bronzemedaille im Teamwettbewerb. 2022 trat sie bei den Commonwealth Games 2022 in Birmingham an und gewann das erste Match, verlor jedoch bereits das zweite. Sie wurde auch als Stipendiatin vom Internationalen Olympischen Komitee (IOC) gefördert. Sie diente als Fahnenträgerin der Malediven bei den Indian Ocean Island Games 2023 und gewann drei Goldmedaillen und eine Bronzemedaille.
Im Mai 2024 gewann Dheema Ali die Singles bei dem South Asian Qualification Tournament und qualifizierte sich damit für die Olympischen Sommerspiele.